# Поље мака у Аржантеју (Клод Моне)
Поље мака у Аржантеју (1873) је позната слика Клода Монеа, француског импресионисте из 19. века. Ова слика не представља пејзаж, већ импресију пејзажа. Данас је слика изложена у музеју Орсе у Паризу.

## Краћа биографија аутора
Моне је рођен 14. новембра 1840. године. Био је син Клода Адолфа и Луис Жастин Моне. Његова породица се преселила у Авр у Нормандији, где је као младић почео да ради карикатуре. На почетку своје каријере се бавио фигуралним композицијама, али када је отишао у Лондон и видео Тарнерова дела, почео је да слика пејзажне композиције. На његово стваралаштво, утицај су имали Буден, Реноар,Мане. Моне је успео да изградио упечатљиви стил, по ком је остао препознатљив. Поставио је себи циљ да на представља материју самих предмета, већ променљиву игру светлости. Одстранио је тешке непрозирне боје и користио је само чисте и светле. Стављајући такве тонове један крај другог, постигао је треперење светлости.
У свом стваралаштву је имао три фазе:
1. Фигуративна композиција,
2. Пејзаж,
3. Серије слика.

Током живота је стално путовао и мењао место становања. Моне умире 1926. године.

## Анализа уметничког дела
На слици Моне дочарава атмосферу шетње жене и детета кроз поља процветалог мака.
Слика пејзажа показује Монеову страст за бојом. Моне ствара снажну импресију бирајући тонове црвене и зелене боје и успоставља две одвојене колор зоне, једном преовладава црвена боја, а другом плава и зелена. Моне је растворио контуре и створио колористички ритам са мрљама боја. Многим посматрачима овог уметничког дела се чини као да макови крећу на поветарцу. Млада жена са сунцобраном и дете у предњем плану су насликани једноставним потезима љубичасте, црне и беле боје. Њихове фигуре се појављују поново на врху брежуљка у даљини и представљају више наговештај боје, него прецизно сликање њиховог појављивања.
Дрвеће на слици ствара јак вертикални контраст према чистом пољу мака, који чини велики део слике. Тамно зелено дрвеће ствара снажан контраст према пољу траве, које је светло браон, са мало зелене боје и трава делује као да је исушена. Кућа измешу дрвећа је неупадљива и готово неприметна. Макови
Моне је први пут приказао слику Поље мака у Аржантеју на првој импресионистичкој изложби, у атељеу фотографа Феликса Надара, 1874. године. Данас је то једна од најпознатијих слика на свету.